# Stylidens
Stylidens — вимерлий рід ссавцеподібних, який, можливо, належав до Morganucodonta, мешкав на території сучасної Англії в середньому юрському періоді. Його типовим видом є Stylidens hookeri, який був названий у 2016 році Персі М. Батлером і Деніз Сігоньо-Расселл на основі ізольованого нижнього моляра, знайденого у формації Форест Мармур. Також відомий другий моляр, що належать до роду, який може представляти окремий вид.

## Етимологія
Родовий епітет Stylidens походить від латинських слів stylus, що означає загострені горбки корінних зубів, і dens, що означає «зуб». Видова назва hookeri на честь британського дослідника Джеррі Хукера.